# Saint-Bohaire
Saint-Bohaire is een gemeente in het Franse departement Loir-et-Cher (regio Centre-Val de Loire) en telt 333 inwoners (2005). De plaats maakt deel uit van het arrondissement Blois.

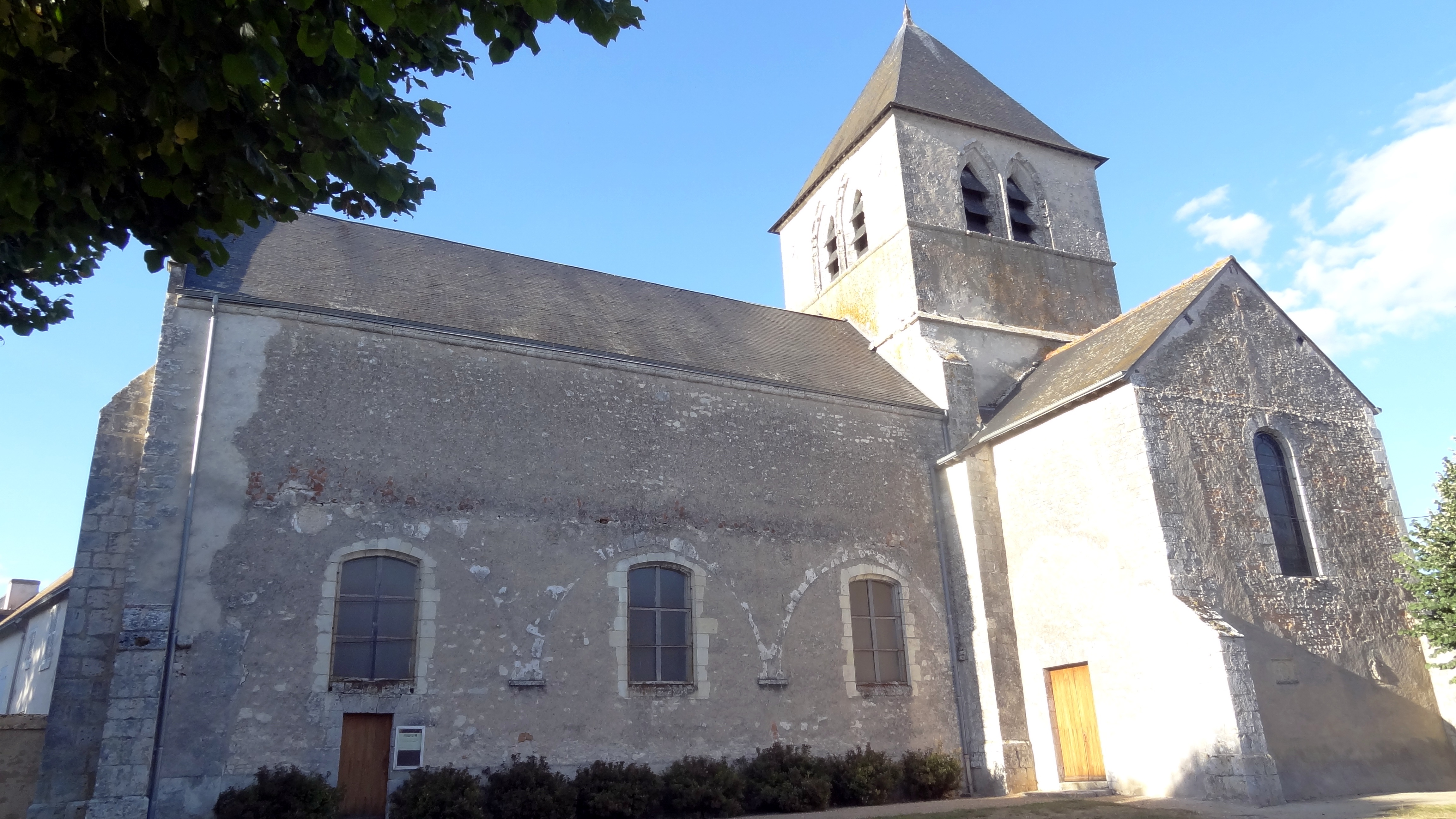
Kerk van Saint-Bohaire

## Geografie
De oppervlakte van Saint-Bohaire bedraagt 14,1 km², de bevolkingsdichtheid is 23,6 inwoners per km².
De onderstaande kaart toont de ligging van Saint-Bohaire met de belangrijkste infrastructuur en aangrenzende gemeenten.

## Demografie
Onderstaande figuur toont het verloop van het inwonertal (bron: INSEE-tellingen).